# Flightradar24
Flightradar24 è un sito web di proprietà dell'editore svedese Svenska Resenätverket AB che offre servizi di tracciamento di voli in tempo reale. Le informazioni ricevute dai transponder attivi sugli aeromobili in volo possono essere integrate con altri dati di traffico aereo forniti dalla FAA, con informazioni sugli orari programmati dei voli commerciali e caratteristiche tecniche dei singoli aeromobili per essere poi rappresentate su una mappa geografica.
Il sito offre anche la possibilità di recuperare dal database i dati relativi a voli eseguiti nel passato con una ricerca per marche dell'aeromobile, compagnia aerea o numero di volo.
Il servizio fu reso disponibile nel 2007 ed è accessibile da pagina web o con applicazioni per dispositivi mobili. La copertura, inizialmente limitata all'Europa settentrionale, è stata progressivamente estesa alla quasi totalità dell'Europa e a vaste aree del Nord America, Brasile, Medio Oriente e Sud-est asiatico.

## Funzionamento
I dati necessari a tracciare un aeromobile sulla mappa sono ricavati principalmente dalla ricezione, attraverso una rete di più di 4000 dispositivi a terra, dei segnali trasmessi dai transponder degli aeromobili. I dati relativi al traffico aereo da e per gli USA e il Canada è invece ricavato (con un ritardo di circa 5 minuti per questioni di sicurezza) da dati forniti alla Federal Aviation Administration (FAA) dagli enti di controllo del traffico aereo.

### ADS-B
Il tipo di transponder più recente, chiamato ADS-B, raccoglie le informazioni sulla posizione corrente dell'aeromobile dall'impianto GPS di bordo, le integra con la quota, l'identificativo dell'aeromobile ed eventualmente il numero di volo impostato e le trasmette ad intervalli regolari. Il segnale, non essendo criptato, può quindi essere facilmente captato ed interpretato da un ricevitore che, collegato ad una normale connessione internet, invia in tempo reale le informazioni ricevute al server di Flightradar24. Queste, integrate con quelle degli altri ricevitori e con le informazioni sugli aeromobili e orari programmati contenute nel database del sito, sono poi riportate organicamente sulla mappa a rappresentare il traffico aereo presente in quel momento. Ad oggi circa il 60% degli aerei civili è equipaggiato con ADS-B.

### MLAT
Nelle generazioni precedenti di transponder, invece, la trasmissione avviene solo su interrogazione da parte di una stazione di terra (il radar secondario di sorveglianza) che misura la posizione angolare del transponder nel piano orizzontale attraverso il tempo che intercorre tra l'invio dell'interrogazione e la ricezione della risposta. A seconda del "modo" del transponder può essere trasmesso, o solo il codice a quattro cifre (Mode A) di volta in volta assegnato all'aeromobile dall'ATC, o il codice a quattro cifre e la quota dell'aeromobile (Mode A/C) o il codice, la quota e l'identificativo dell'aeromobile (Mode S).
In quest'ultimo caso, la posizione del velivolo può essere ricavata anche dai ricevitori (passivi) della rete di Flightradar24 se un singolo segnale trasmesso dal transponder in risposta ad una interrogazione di un radar secondario viene captata contemporaneamente da almeno quattro stazioni a terra. Gli ultimi modelli di ricevitore, infatti, sono dotati di un'antenna GPS che fornisce sia le esatte coordinate al suolo della stazione ricevente (fissa) che l'ora esatta della ricezione. Questi dati sono inviati in tempo reale al server di Flightradar24 che, mediante la tecnica della multilaterazione (MLAT), è in grado di calcolare le coordinate del transponder. La prua e la velocità dell'aeromobile viene ricavata considerando una serie di posizioni rilevate in un intervallo di tempo.
La copertura MLAT, a differenza di quella ASD-B, è in genere ottenuta solo al di sopra di una certa altitudine (variabile) dal momento che la probabilità che un segnale di un transponder modo S sia captato da quattro o più ricevitori aumenta con l'aumentare dell'altezza dell'aeromobile.

## Ricevitore

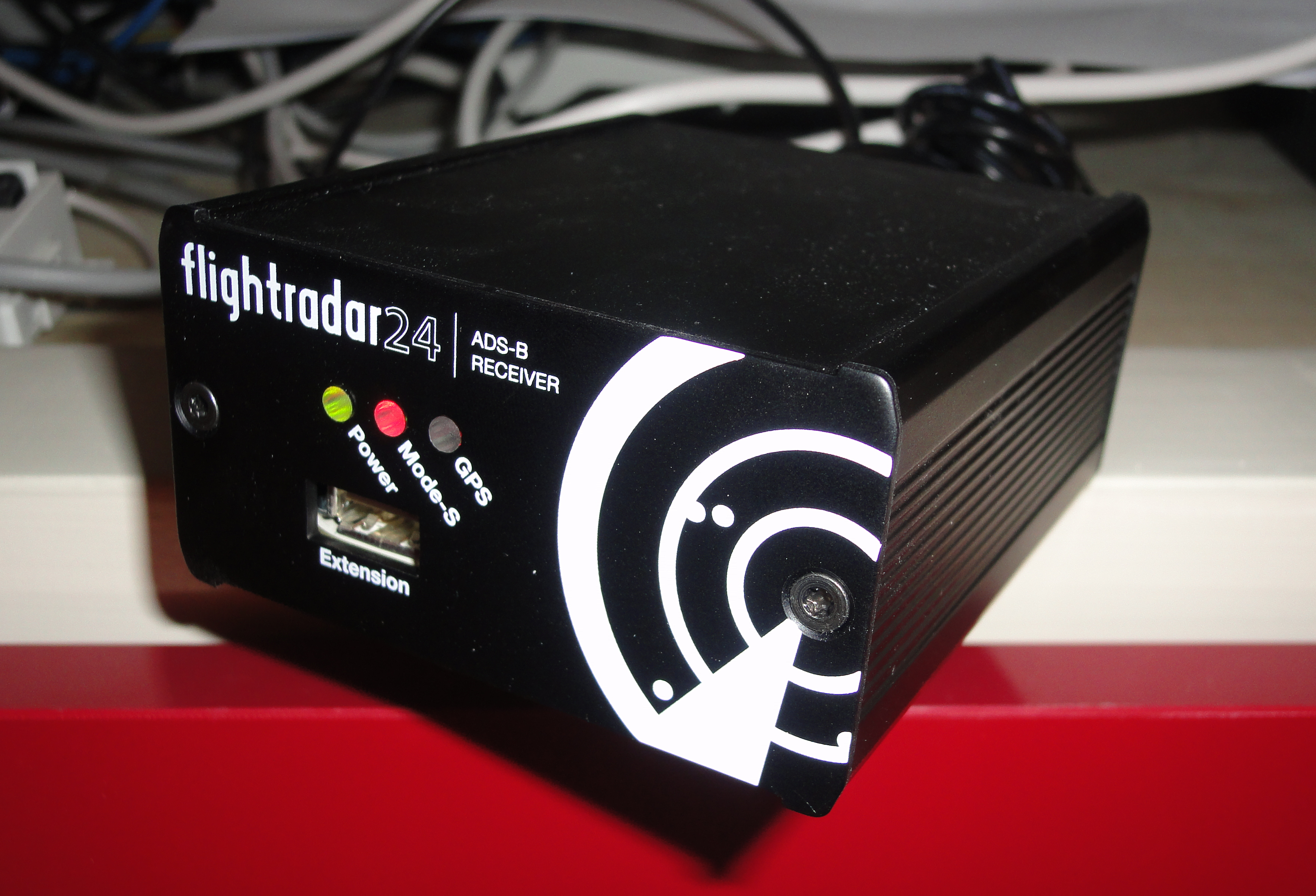
Un ricevitore ADS-B con modulo GPS incorporato.

La maggior parte della copertura di Flightradar24 è assicurata da volontari che ospitano dispositivi offerti in comodato gratuito dalla società stessa o mediante dispositivi compatibili tra cui, ad esempio, chiavette USB a basso costo per il digitale terrestre basate su processori RTL2832U e in grado di captare i segnali dei transponder che trasmettono sulla frequenza di 1090 MHz.
I segnali ricevuti vengono decodificati tramite l'applicativo software Dump1090 di pubblico dominio. In genere questo software viene fatto eseguire su una scheda Raspberry, dotata di sistema operativo Linux, il cui costo di acquisto e di gestione è molto basso. I segnali decodificati vengono poi inviati, via Internet, ai server di Flightradar24.

## Aerei su Flightradar24
Gli aerei equipaggiati con un transponder ADS-B sono:
- Tutti i modelli Airbus (A300, A310, A220, Famiglia Airbus A320ceo, Famiglia Airbus A320neo, A330, A330neo A340, A350 e A380)
- Tutti gli ATR
- British Aerospace BAe ATP
- BAe Avro RJ70, RJ85, RJ100
- Boeing 737, 747, 757, 767, 777, 787
- Embraer E170, E190 e della serie ERJ
- Tutti i modelli Bombardier Q-Series
- Tutte le varianti di Bombardier CRJ series
- Fokker 50, 70 e 100
- Gulfstream V, G500/G550
- McDonnell Douglas DC-10, MD-11
- Sukhoi SuperJet 100
- SAAB 2000
- Alcuni nuovi Ilyushin ed alcuni Tupolev (per esempio Il-96 e TU-204)
- Vari jet privati tra cui Cessna, Bombardier e Falcon
- Aerei militari da trasporto

Gli aerei non equipaggiati con ADS-B e quindi visibili su Flightradar24 solo dove c'è copertura MLAT sono:
- McDonnell Douglas DC-9, MD-8x, MD-90
- SAAB 340
- Air Force One
- La maggior parte degli aeromobili più vecchi
- La maggior parte dei velivoli militari

## Applicazioni
Nell'agosto del 2010 Flightradar24 rese disponibile l'applicazione per iOS seguita poi da quella per Android.
Dal 3 marzo 2020, i dati ADS-B raccolti via satellite vennero resi disponibili a tutti gli utenti. Gli aeromobili localizzati tramite dati satellitari sono colorati in blu sulla mappa e in giallo se localizzati tramite ricevitori terrestri.
Nel 2023, Flightradar24 collaborò con Infinite Flight per offrire modelli 2D e 3D dettagliati degli aerei, nonché le livree delle compagnie aeree.
Ogni vigilia di Natale, Flightradar24 pubblica il suo "Santa Tracker", che consente agli utenti di seguire il viaggio simulato di Babbo Natale mentre "consegna" i regali in tutto il mondo, in modo simile a NORAD Tracks Santa. Questa funzionalità utilizza l'interfaccia di tracciamento dei voli della piattaforma per visualizzare la slitta di Babbo Natale sulla mappa, come se si trattasse di un volo reale.

## Popolarità nei media
Flightradar24 divenne particolarmente noto quando, dopo l'eruzione del vulcano Eyjafjallajökull nel 2010, molti media internazionali usarono il sito per descrivere la situazione nei cieli europei.
Nel 2014 tornò nuovamente alla ribalta all'indomani della scomparsa del volo Malaysia Airlines 370, quando alcune fra le maggiori testate internazionali riportarono il link per il tracciamento del volo registrato dalla rete di ricevitori del sito e anche 
sull'abbattimento dell'aereo del Volo Malaysia Airlines 17. L'anno successivo venne nuovamente utilizzato a seguito dello schianto del volo Germanwings 9525 per ricostruire i tracciati dell'apparecchio.
Il sito subì un carico molto alto a causa delle numerose visite durante il 24 febbraio 2022, dopo l'inizio dell'invasione russa dell'Ucraina, portando ad un rallentamento dei sistemi e problemi di accesso.
Nell'agosto 2022, l'aereo che trasportava Nancy Pelosi a Taiwan, con numero di volo "SPAR19", venne seguito da oltre 708.000 utenti durante l'atterraggio a Taipei, con oltre 2.900.000 di persone che seguirono almeno una parte del volo.
Nel settembre dello stesso anno, l'aereo che trasportava la bara della regina Elisabetta II fu tracciato da 6.000.000 di utenti nel primo minuto dopo l'attivazione del transponder, con 4.790.000 persone che seguirono almeno una parte del volo, diventando il volo più tracciato di tutti i tempi e mantenendo il primato ancora oggi. Il sito web elaborò inoltre 76.200.000 richieste relative al volo durante il suo percorso. Inizialmente, il sito andò in bloccò a causa dell'elevato numero di utenti.

## Visualizzazione aerei in volo
Flightradar24 è anche proprietario del noto portale web Jetphotos.com, un database di oltre sei milioni di fotografie scattate in tutto il mondo da appassionati di aviazione e aerei in generale, comunemente definiti "planespotters" (da plane spotting). Le foto sono rese disponibili al portale Flightradar24 ed aggiornate costantemente con le ultime in ordine di data. Quando si visualizza sulla mappa un aereo, questo viene rappresentato con una serie di foto e linkate a quella originale di Jetphotos. 
Questa collaborazione ha reso ancor più famoso il portale Jetphotos, che ad oggi conta circa 27.000 fotografi iscritti che hanno pubblicato almeno una foto.